# Ngụy Bình
Ngụy Bình (tiếng Trung: 魏平; bính âm: Wei Ping; ? - ?), là tướng lĩnh Tào Ngụy thời Tam Quốc trong lịch sử Trung Quốc.

## Cuộc đời
Không rõ quê quán, hành trạng ban đầu của Ngụy Bình. Năm 220, Tào Phi xưng đế, phong Thái thú An Định là Trâu Kỳ làm Thứ sử Lương Châu. Người quận Tây Bình là Khúc Diễn cùng hào cường các quận dấy binh chống cự, không cho Trâu Kỳ đến tiền nhiệm. Triều đình Tào Ngụy cử Thái thú quận Kim Thành là Tô Tắc dẫn theo các tướng Hác Chiêu, Ngụy Bình đi đánh dẹp.
Năm 231, Thừa tướng Quý Hán Gia Cát Lượng tiến hành bắc phạt, tiến công Thiên Thủy, vây tướng Ngụy là Giả Tự, Ngụy Bình ở Kỳ Sơn. Biết tin, Tư Mã Ý sai Phí Diệu, Đới Lăng dẫn quân phòng thủ Thượng Khuê, còn bản thân dẫn quân cứu viện Kỳ Sơn. Tư Mã Ý đóng trại ở nơi hiểm yếu, khiến thế cục rơi vào bế tắc, quân Quý Hán lui dần về Hán Trung.
Tư Mã Ý quyết định dẫn quân truy kích, bị Gia Cát Lượng phát hiện, cho quân đội đóng ở Lỗ Thành, phái Ngụy Diên đến khiêu khích, chửi bới. Các tướng Giả Hủ (Giả Tự), Ngụy Bình không chịu nhịn được, nhiều lần thỉnh chiến, lại mắng Tư Mã Ý rằng: Minh công sợ Thục như sợ cọp, không sợ người trong thiên hạ cười chê chăng? Tư Mã Ý cuối cùng cũng nhịn không được, chia quân hai đường, để Trương Cáp đánh vào phía nam, còn bản thân giao tranh trực tiếp với chủ lực Quý Hán ở Lỗ Thành. Trận ấy quân Ngụy đại bại, Tư Mã Ý cũng từ đó không cùng Gia Cát Lượng đối đầu trực diện.

## Trong văn hóa
Ngụy Bình không xuất hiện trong tiểu thuyết Tam quốc diễn nghĩa của La Quán Trung.